# Kia Motors Manufacturing Georgia
Koordinaten: 32° 55′ 9,92″ N, 85° 7′ 8,57″ W
Die Kia Motors Manufacturing Georgia, Inc. ist ein Automobilhersteller mit Unternehmenshauptsitz in LaGrange im US-Bundesstaat Georgia. Die Gründung geht auf den 13. März 2006 zurück, als Kia-Unternehmenspräsident Chung Eui-sun und Gouverneur Sonny Perdue Verträge zur Errichtung eines Automobilwerkes im benachbarten West Point unterzeichneten, in dem jährlich bis zu 300.000 Einheiten, seit Januar 2012 bis zu 360.000 Einheiten, hergestellt werden können und das mehr als 3.000 Arbeitnehmern einen festen Arbeitsplatz bieten sollte. Für die Errichtung hatte man ein Kapital in der Höhe von 1. Milliarde US$ veranschlagt.
Das Werksgelände in West Point umfasst eine Gesamtfläche von 2.259 Acre. Die Grundsteinlegung erfolgte am 20. Oktober. Die Bauphase des Werkes nahm mehr als drei Jahre in Anspruch, sodass die Massenproduktion des Kia Sorento erst am 16. November 2009 anlief. Zwischenzeitlich hatte Perdue die Eröffnung der neuen Autobahnausfahrt 6 an der Interstate 85 sowie des Kia Parkway und des Kia Boulevard abgehalten. Die offizielle Werkseröffnungsfeier selbst fand allerdings erst im Februar 2010 statt. Im Oktober lief schließlich auch die Produktion des Hyundai Santa Fe an.
Einige Monate später erhielt das Werk weitere Ausrüstung, was letztlich eine Werkserweiterung erforderlich machte. Nach dem Ausbau lief im September 2011 dann auch die Produktion des Kia Optima an. Die maximale Jahreskapazität liegt derzeit bei 360.000 Einheiten. Die Erweiterung nahm eine Investition von 100 Millionen US$ in Anspruch und dauerte bis zum 2. Januar 2011 an. Mit diesem Schritt erhielt das Werk auch einen eigenen Anschluss ans Schienennetz.
In der Fahrzeug-Identifizierungsnummer verwendet das Unternehmen die Welt-Herstellercodes 5XX für Personenkraftwagen, 5XY für die Sport Utility Vehicles und 5XZ für Busse. An elfter Position wird für West Point der Werkscode G angegeben.

## Modellübersicht

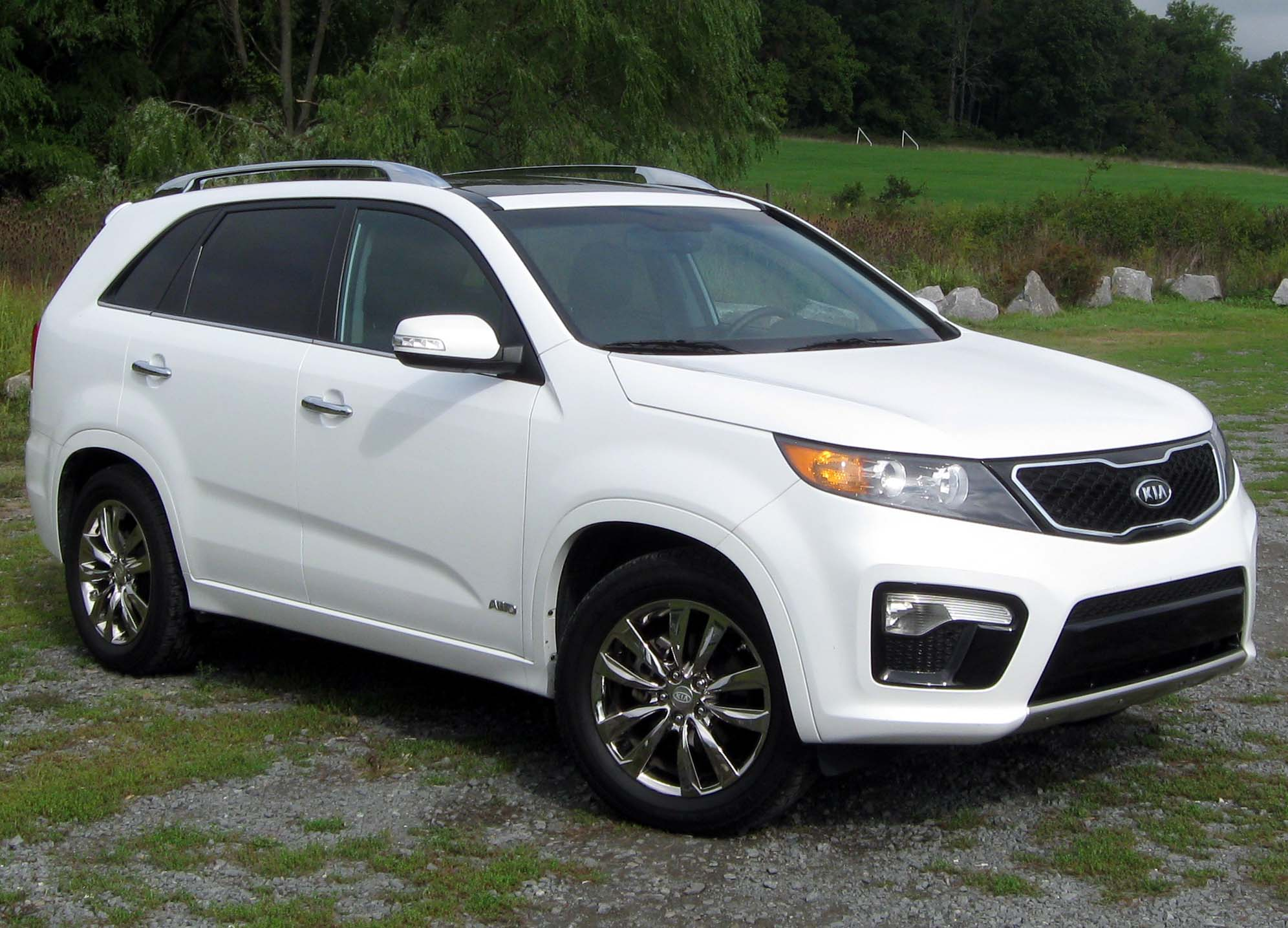
Kia Sorento I 2009 bis 2014
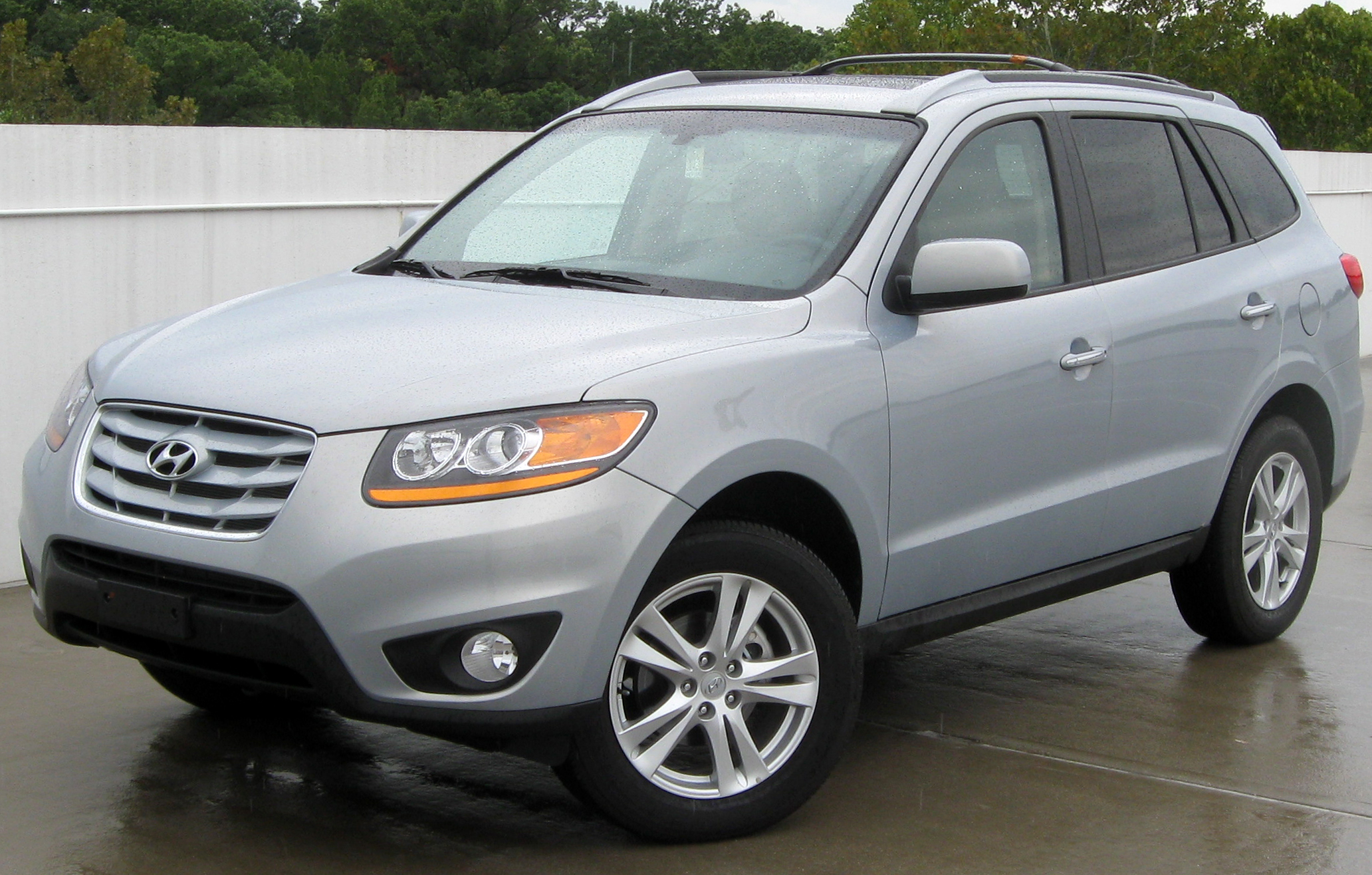
Hyundai Santa Fe II 2010 bis 2012
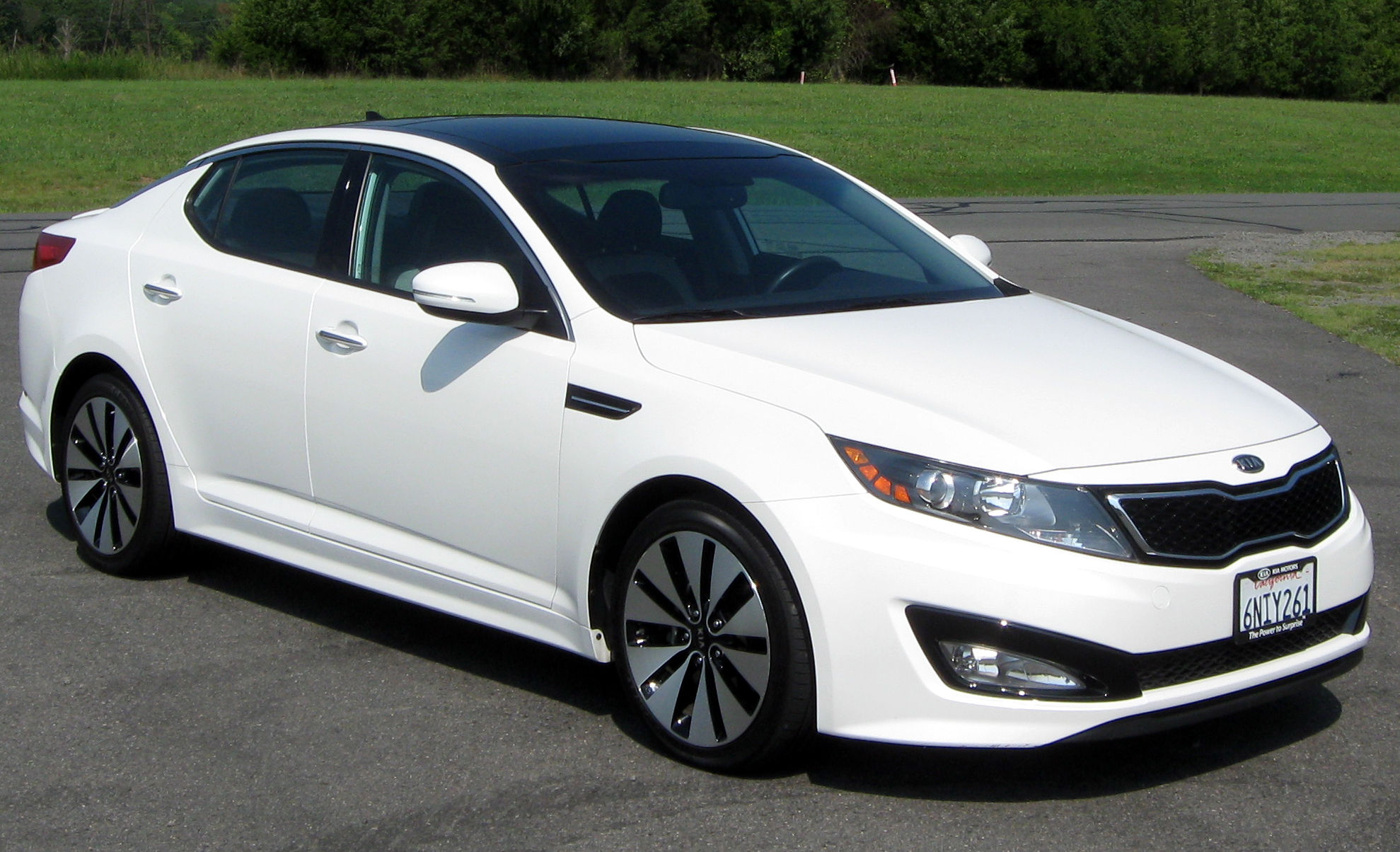
Kia Optima III 2011 bis 2015
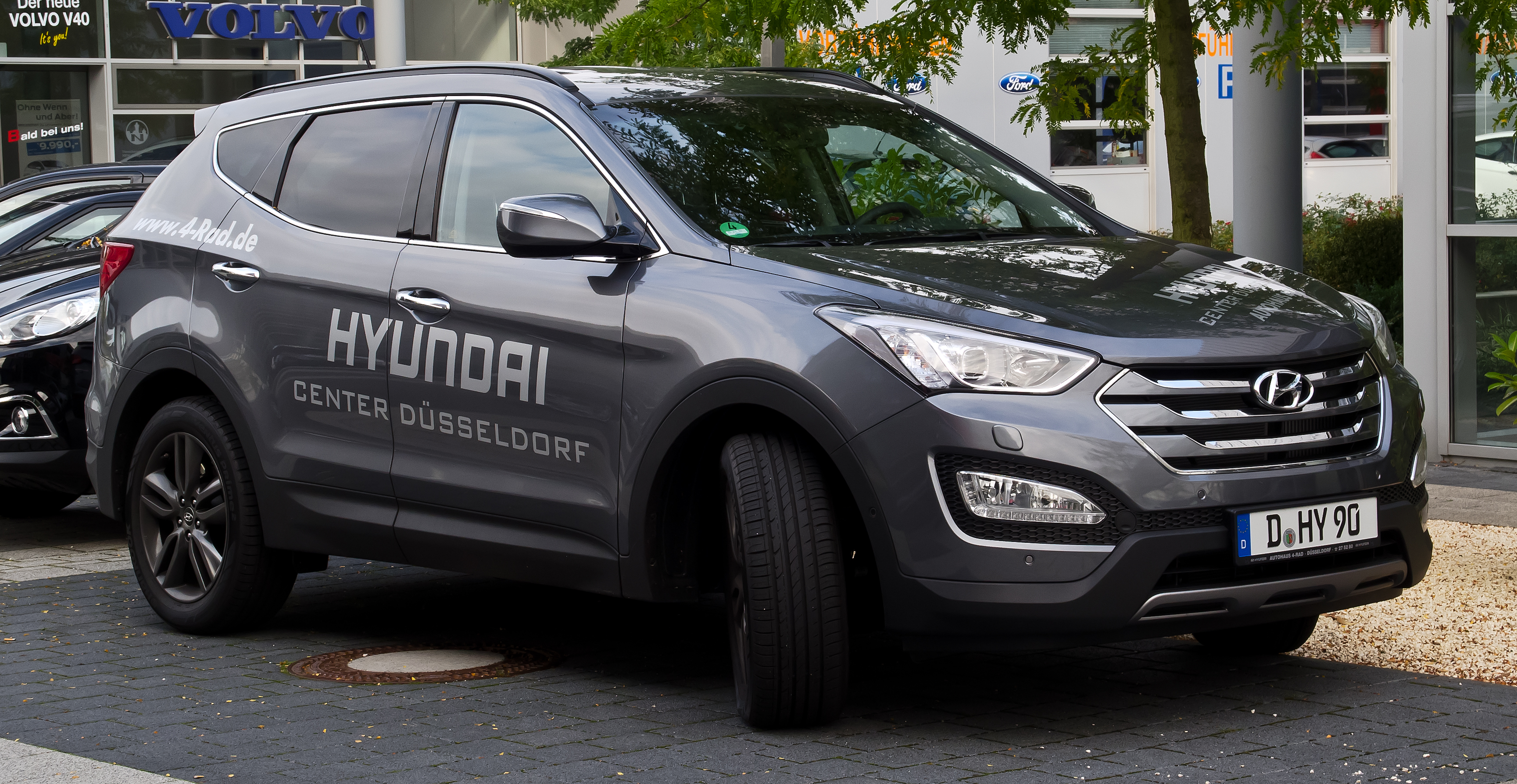
Hyundai Santa Fe III 2012 bis 2016
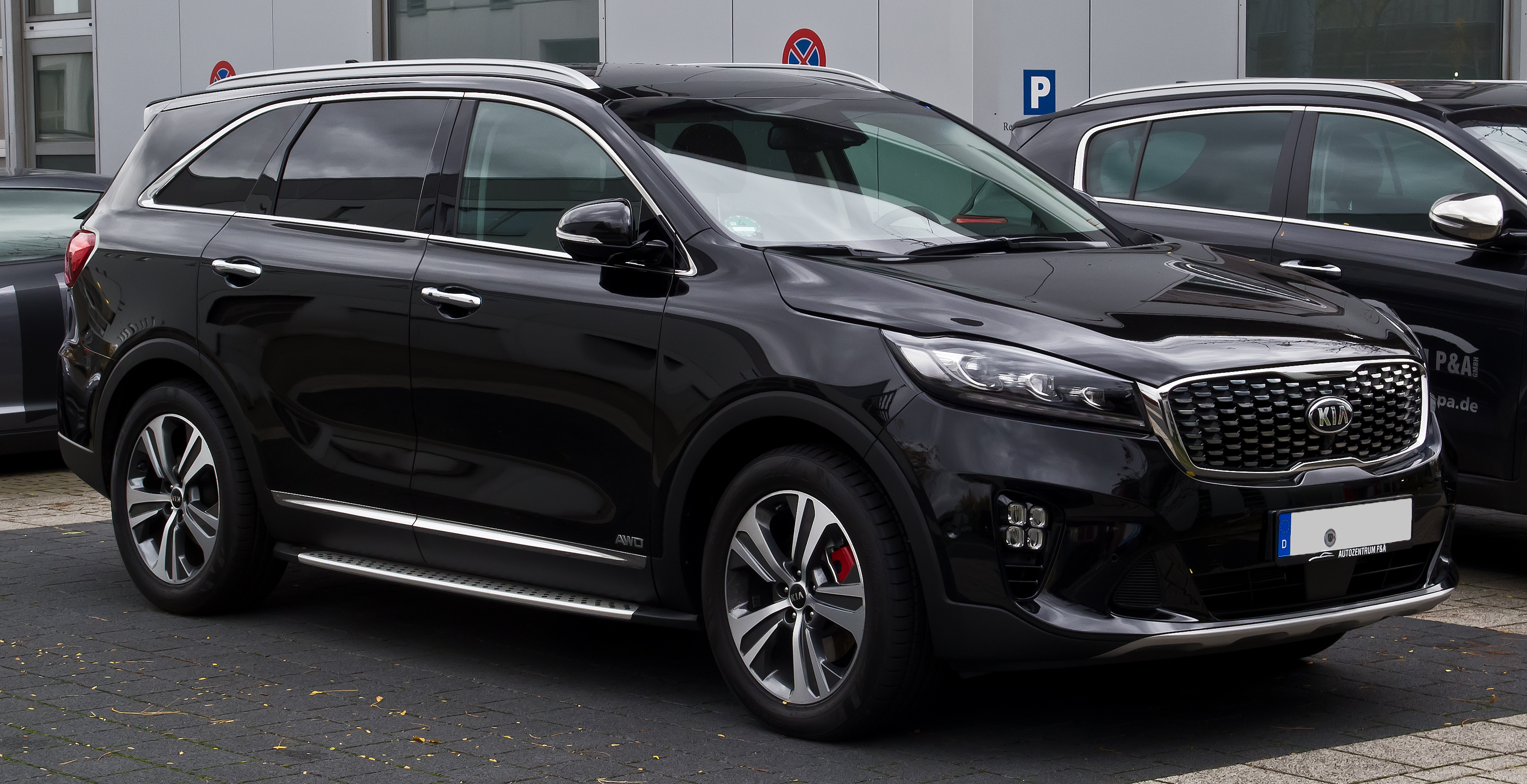
Kia Sorento III 2014 bis 2020
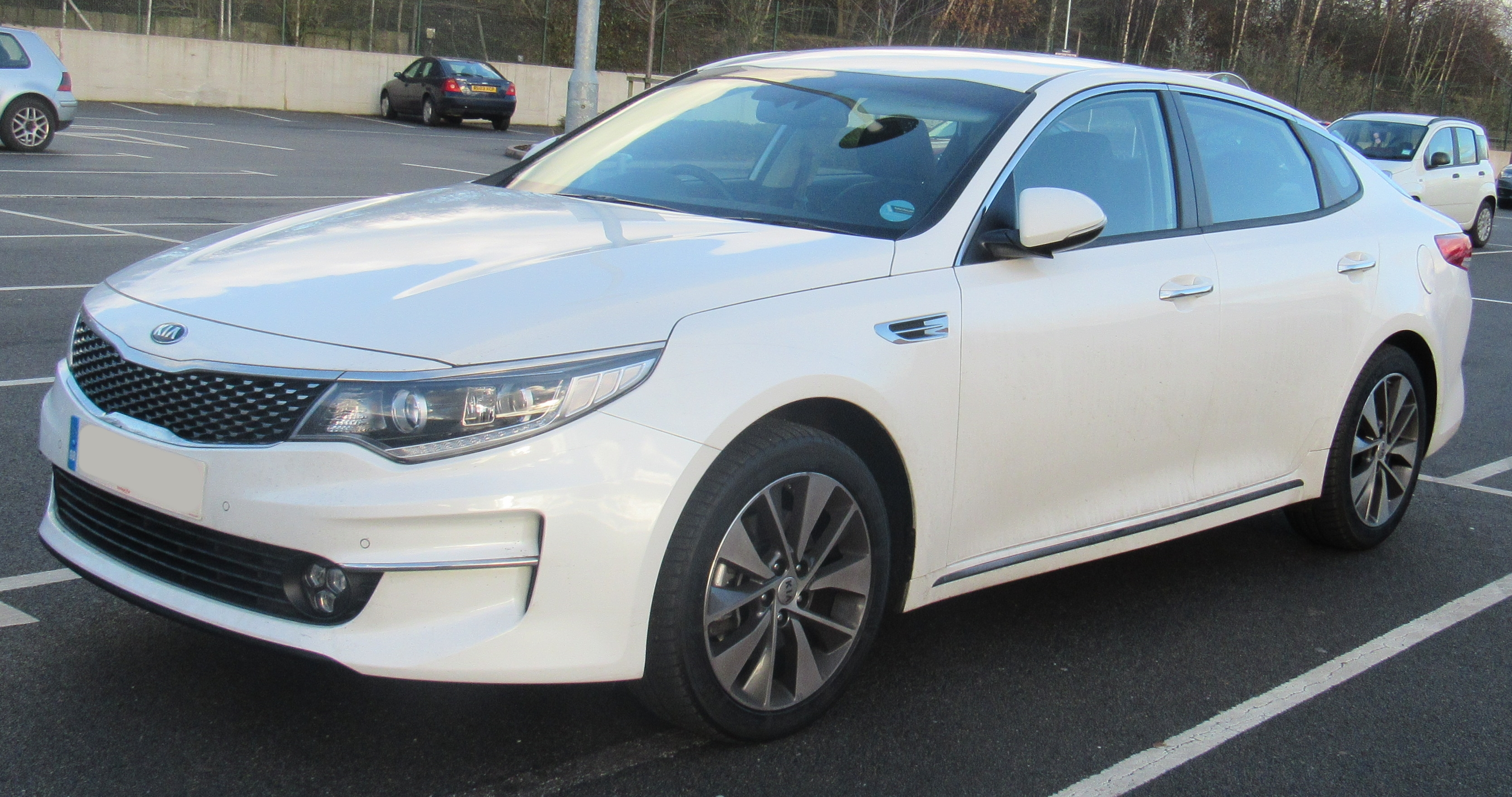
Kia Optima VI 2015 bis 2020
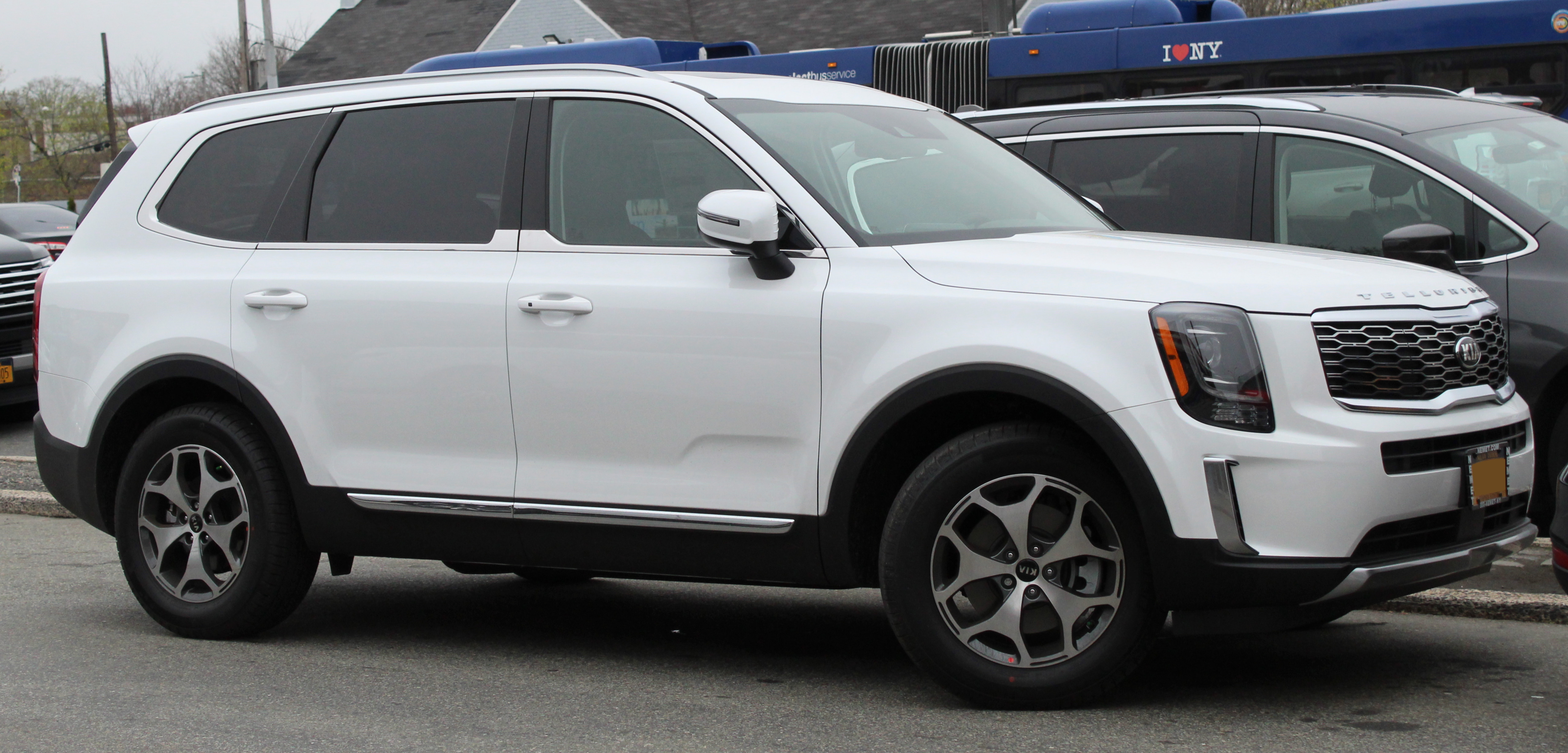
Kia Telluride seit 2019
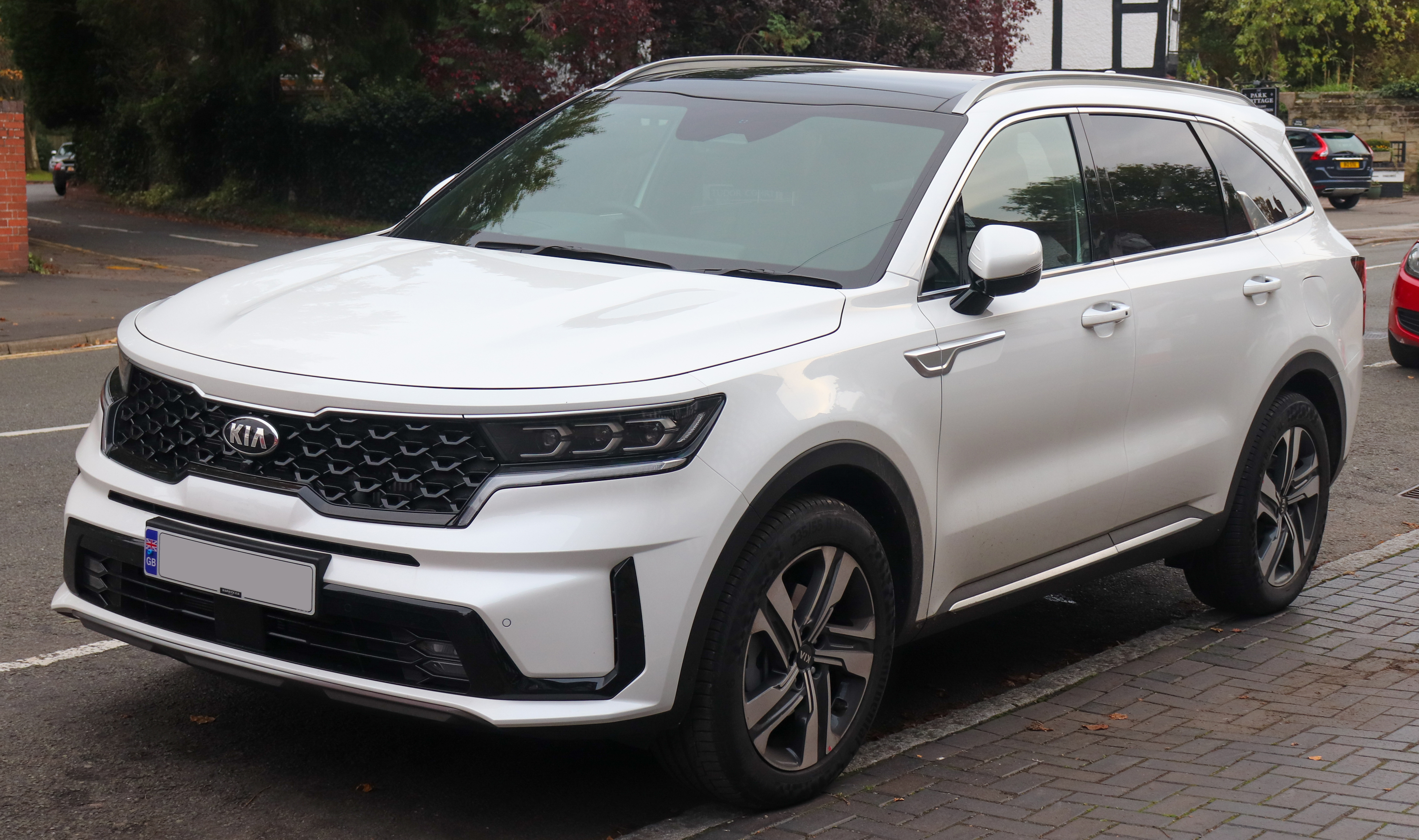
Kia Sorento VI seit 2020
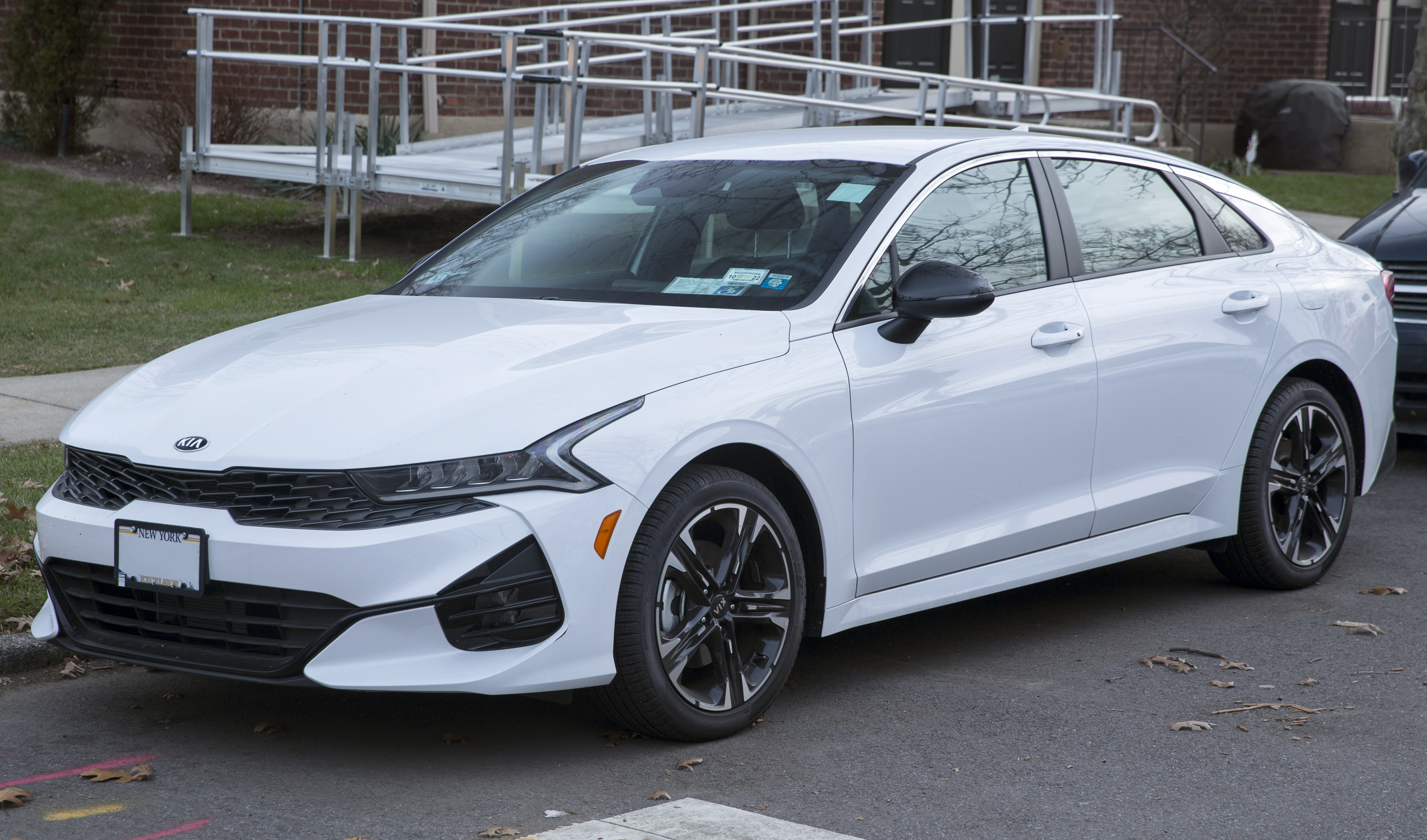
Kia K5 seit 2020
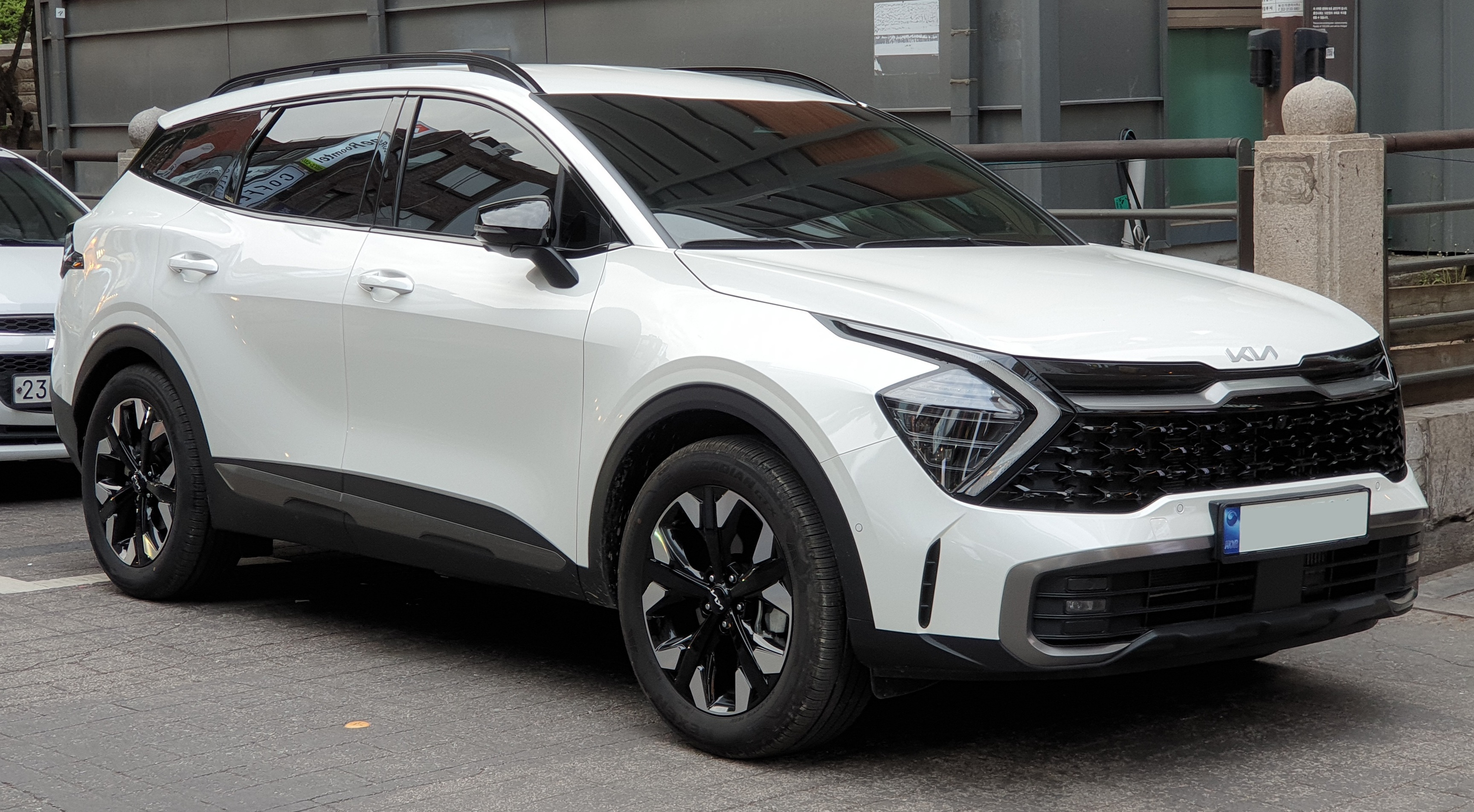
Kia Sportage LWB seit 2021

## Besonderes
- Spende in der Höhe von 1,5 Millionen US$ an das American Red Cross für die Tornado-Katastrophenhilfe (4. Mai 2011)
- Erhalt der ISO/TS 16949:2009 (27. Mai 2011)
- Schenkung von 18 Sorentos aus der Vorproduktion an die Feuerwehrstationen in West Point, LaGrange, Manchester und Lanett. (15. September 2011)